# Пяйдла
Пя́йдла (ест. Päidla küla) — село в Естонії, у волості Отепяе повіту Валґамаа.

## Населення
Чисельність населення на 31 грудня 2011 року становила 103 особи.

## Географія
Через населений пункт проходить автошлях 22173 (Гелленурме — Пяйдла). 

## Історія
До 21 жовтня 2017 року село входило до складу волості Палупера повіту Валґамаа.